# Kaczy Mnich

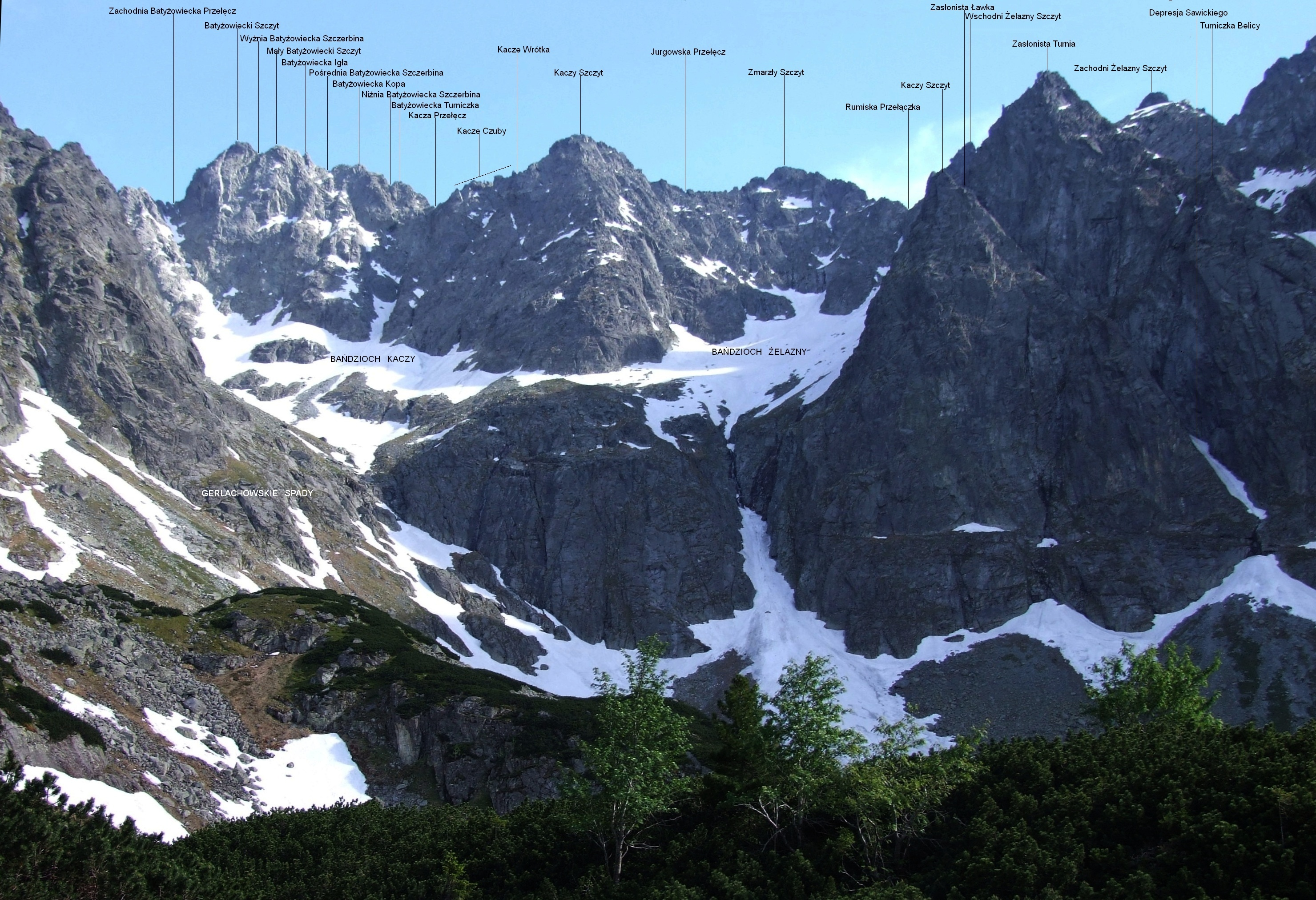
Kaczy Mnich po prawej stronie

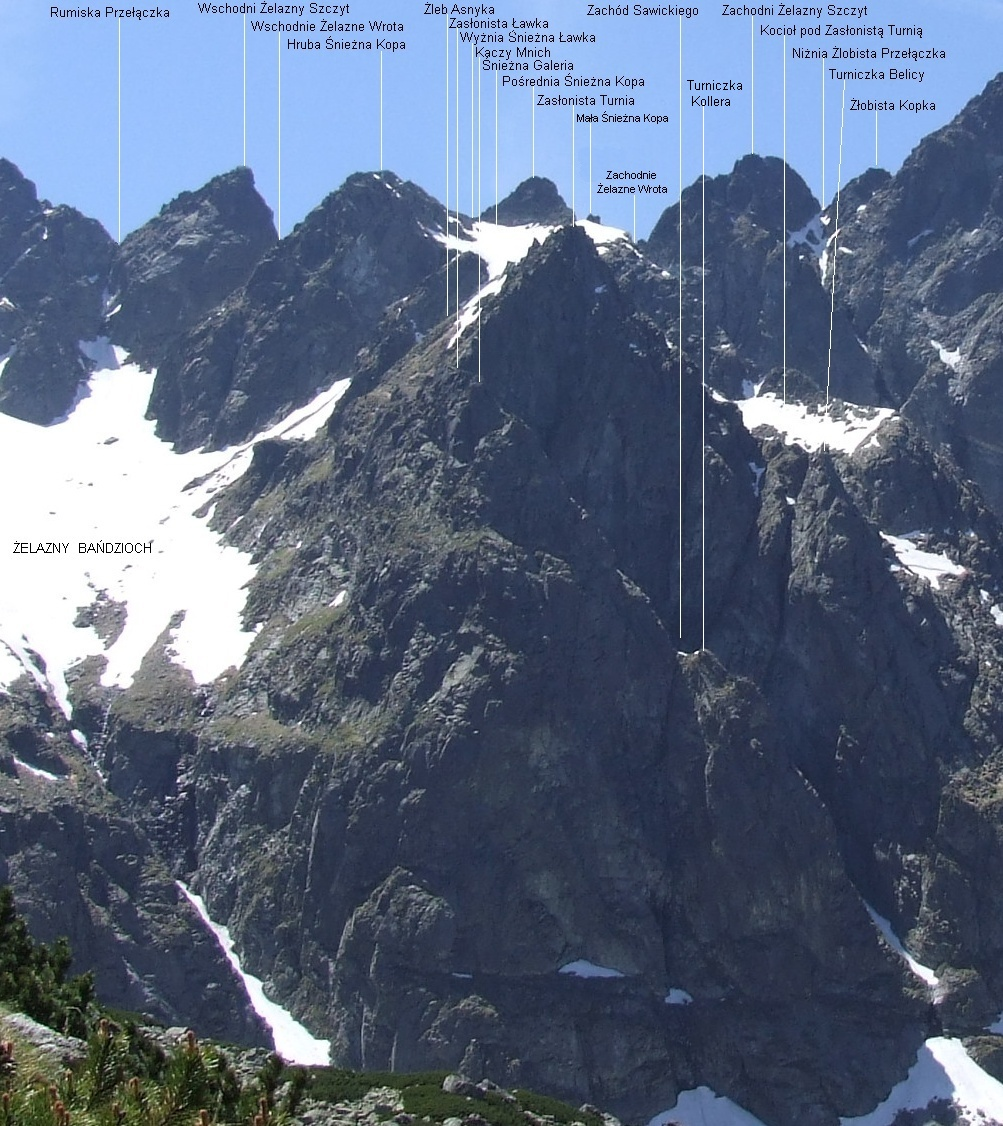

Kaczy Mnich (słow. Kačaci mních, ok. 2100 m) – wybitna turnia w zakończeniu północno-wschodniej grani odbiegającej od Pośredniej Śnieżnej Kopy. W grani tej w kolejności od góry na dół znajdują się: żebro Pośredniej Śnieżnej Kopy, grzęda ograniczająca od zachodu Śnieżną Galerię, Zasłonista Przełączka, Zasłonista Turnia, Zasłonista Ławka i Kaczy Mnich.
Kaczy Mnich czasami uważany jest za część Zasłonistej Turni, częściej za samodzielną turnię, gdyż oddzielony jest od niej Zasłonistą Ławką i głęboką Depresją Sawickiego. Do dna Doliny Kaczej opada północną ścianą o wysokości około 400 m. Jest na niej wiele trudnych dróg wspinaczkowych. Podstawę tej ściany tworzy żleb opadający z prawej (patrząc od dołu) części Kaczego Bańdziocha zwanej Żelaznym Bańdziochem. Drogi wspinaczkowe są także na wschodniej ścianie opadającej do Żelaznego Bańdziocha, oraz na północno-wschodnim żebrze Kaczego Mnicha. Wznosi się w nim Turniczka Kollera oddzielona od górnej części płytkim i trawiastym siodełkiem. Opada z niego wąski komin.

## Drogi wspinaczkowe
1. Grańką od Zasłonistej Ławki; 0+ w skali tatrzańskiej, kilka chwil
2. Północno-zachodnią ścianą turniczki Kollera; V+,
3. Prawą krawędzią północnej ściany; IV, 2 godz.
4. Prawą częścią turniczki Kollera; V, A2, 17 godz.
5. Środkiem Turniczki Kollera; V+, A0, 10 godz.
6. Odyseja; V, A2+
7. Lewą częścią Turniczki Kollera; V, A1, 12 godz.
8. Cesta cez skaru; V+, A2, 12 godz.
9. Kominem Polaków; V, 5 godz.
10. Kominem 100; V, A2, klasycznie VII/VII+
11. Direttissima; V-, A2, 14 godz.
12. Lewym zacięciem; VI, 8 godz. 30 min
13. Superdirettissima; V, A2, 32 godz.
14. Danielova cesta; VII
15. Lewą częścią północno-wschodniej ściany (Zaręczyny, słow. Zasnuby); V, A1, 13 godz.
16. Północno-wschodnim żebrem; V, 5 godz.
17. Wschodnią ścianą; IV, 4 godz.[1]